# ODL-Messnetz

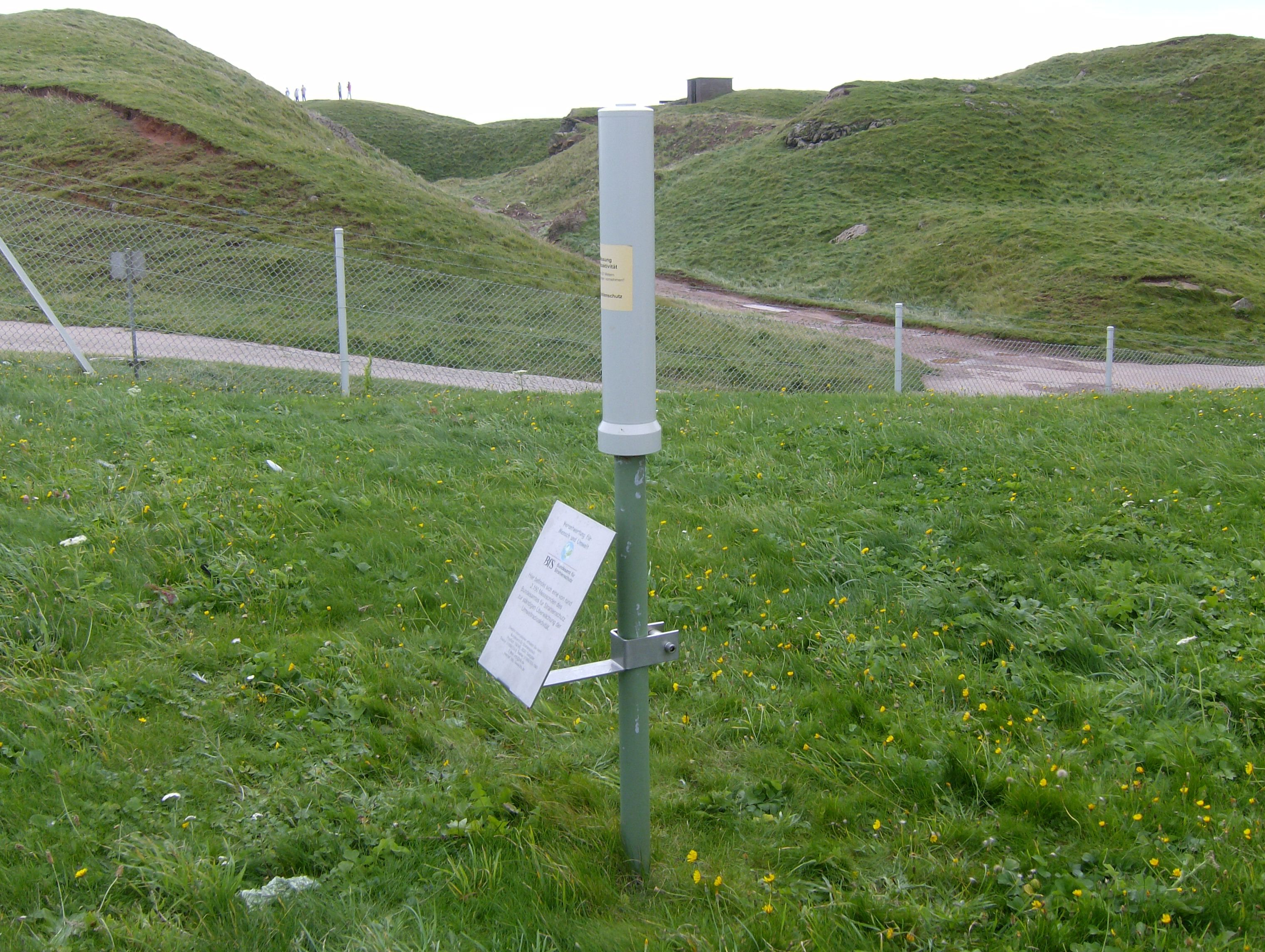
Zum Messnetz gehörende Sonde, hier mit Schautafel auf der Insel Helgoland

 Das Ortsdosisleistungs-Messnetz (kurz: ODL-Messnetz) ist ein vom deutschen Bundesamt für Strahlenschutz betriebenes Messsystem für Radioaktivität, das die Ortsdosisleistung am Messort bestimmt.

## Zweck und Ziel
Das Messnetz dient dem Schutz der Bevölkerung im radiologischen Notfall und ermöglicht darüber hinaus eine Dokumentation der Strahlenbelastung der Bevölkerung in Deutschland. Das Messnetz ist Teil des Integrierten Mess- und Informationssystems (IMIS) zur Überwachung der Radioaktivität in Deutschland und dient dazu, schnell vor erhöhter Gammastrahlung in der Atmosphäre etwa durch einen Schadensfall in einem Kernreaktor zu warnen. Nach Freisetzung einer Wolke kann die Ausbreitung und die Stärke der Strahlung mit Hilfe des Messnetzes genau bestimmt werden. Mit den gemessenen Werten lassen sich mit Hilfe von Simulationen Prognosen erstellen, die direkt in den Notfallschutz eingehen. Rechtsgrundlage ist Artikel 35 des Euratom-Vertrags (EAGV) beziehungsweise § 161 Absatz 1 des Strahlenschutzgesetzes (StrlSchG).

## Netzknoten und Messstellen
Das ODL-Messnetz besteht aus sechs Messnetzknoten in Berlin, Bonn, Freiburg, Neuherberg bei München, Rendsburg und Salzgitter, die die rund 1800 (Stand 2010) automatisch arbeitenden Messstellen betreuen. Die Sonden sind flächendeckend über ganz Deutschland verteilt, das heißt, etwa alle 20 Kilometer steht eine Sonde, wobei die Sondendichte im Radius von 100 km um die Kernkraftwerke dichter, außerhalb geringer ist. Das Konzept der Grenzverdichtung wurde im Rahmen der Messnetzreduzierung im Jahr 2007 aufgegeben. Durch den Datenaustausch im europäischen Rahmen (ECURIE und EURDEP) sind mögliche Erhöhungen der Ortsdosisleistung bzw. der Weg einer Wolke schon durch die Messnetze der Anrainerstaaten bekannt. Auch einige Bundesländer betreiben eigene Gamma-Ortsdosisleistungs-Messnetze, diese dienen der Kernreaktorfernüberwachung (KFÜ) und sind auf den 25-km-Radius um den jeweiligen Reaktor begrenzt.

## Sondenfunktionen

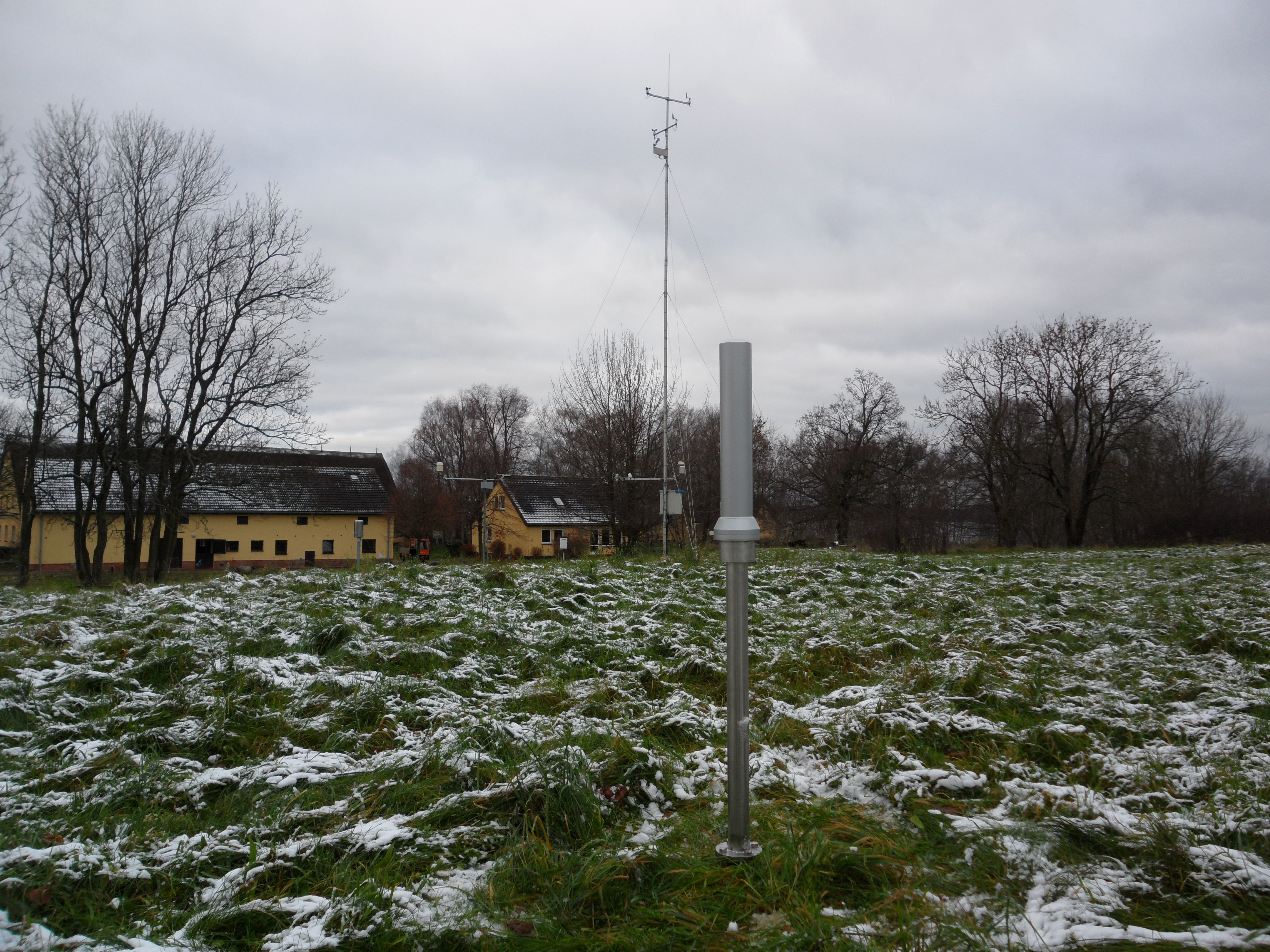
Sonde neuer Bauart, auf der Insel Vilm, im Hintergrund eine meteorologische Messstelle der Firma Meteomedia

Jede Sonde des BfS-Messnetzes beinhaltet zwei Geiger-Müller-Zählrohre, die die Dosisleistung einen Meter über dem Boden messen. Der Messbereich reicht von 50 nSv/h bis 5 Sv/h. Die Sonde ist per Kabel mit jeweils einem Messwertsender verbunden. Durch das Kabel laufen sowohl die Messergebnisse von der Sonde als auch die Stromversorgung für die Sonde. Um die Messwerte der Stationen miteinander vergleichen zu können, werden die Sonden möglichst auf einer ebenen Wiese aufgestellt, die im Umkreis von ca. 20 m frei von weiterem Bewuchs ist. Um geeignete Standorte zu finden, ist das BfS auf die Unterstützung von öffentlichen sowie privaten Gestattern angewiesen.
Aus den Messergebnissen werden 10-Minuten- und 2-Stunden-Mittelwerte gebildet, die dann per Modem über das Telefonnetz automatisch meist einmal pro Tag von dem zuständigen Messnetzknoten abgerufen werden. Bei Überschreitung eines Grenzwertes oder bei technischen Störungen wird von dem Messwertsender sofort eine automatische Meldung abgegeben. Die Rechnersysteme in den Messnetzknoten sind parallel ausgelegt. Bei Ausfall eines Messnetzknotens kann ein anderer Knoten die Aufgabe mit übernehmen, so dass die Überwachung der Ortsdosisleistung auch im Krisenfall unter allen Umständen garantiert ist. Im Intensivbetrieb, etwa im Katastrophenfall, wird jede Messstelle alle 10 Minuten abgefragt.

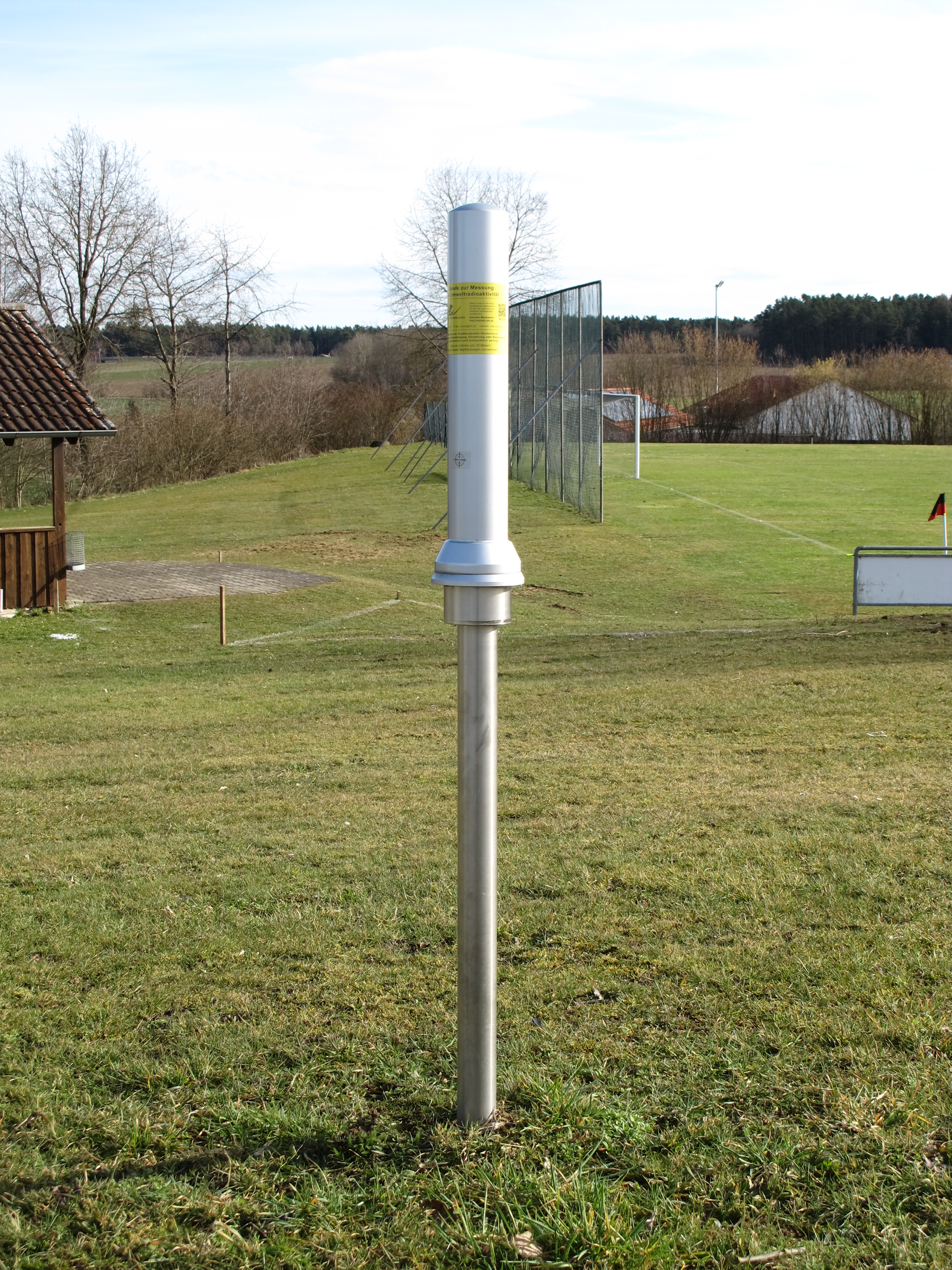
ODL-Messsonde

Im Messnetz sind zurzeit zwei Generationen von Messwertsendern im Einsatz. Die ersten DLM1420 (Dosisleistungsmessstelle) von der Firma Technidata wurden im Jahr 1987 angeschafft und inzwischen alle durch neuere Modelle ersetzt. Ab 1999 wurde ein Teil des Messnetzes mit Messwertsendern DLM1450, ebenfalls von Technidata, erneuert. Dieses Modell bot die Möglichkeit, dass die Kernkraftwerksfernüberwachung der Länder direkt auf die Messdaten der BfS-Messstellen zugreifen konnte. Dieses Verfahren wurde jedoch inzwischen durch einen Datenaustausch per FTP abgelöst. Die aktuelle Generation der Messwertsender (MWS3) wurde vom Bundesamt für Strahlenschutz in Eigenleistung entwickelt. Die Umrüstung der Systeme auf den MWS3 hat im Jahr 2006 begonnen; die alten Sonden können nach Modifikation der Datenschnittstelle weiterhin verwendet werden, neue Sondentypen wurden ebenfalls vom BfS in Eigenleistung entwickelt. Die neu entwickelte Kommunikation zwischen Messwertsender und Sonde ermöglicht auch die Detektion von technischen Störungen der Sonde, da jetzt mehr Informationen aus der Sonde berücksichtigt werden. Da die natürliche Radioaktivität überall unterschiedlich ist, wird der Grenzwert für jede Station individuell festgelegt. Der MWS3-Messwertsender berechnet im Gegensatz zu den älteren Systemen die Grenzwerte selbst und ist so auch in der Lage, Änderungen in der ODL etwa durch Schneebedeckung zu berücksichtigen und den Grenzwert den neuen Gegebenheiten anzupassen. Des Weiteren verfügen die MWS3-Messwertsender über verbesserte Kommunikationsprotokolle, die Datenaustausch auch über GPRS/GSM (Mobilfunkverfahren) und direkt über das Internet unterstützen.
Auf dem Berg Schauinsland bei Freiburg im Breisgau betreibt das BfS ein Messfeld, auf dem die Messergebnisse von bis zu 24 ODL-Sonden parallel unter kontrollierten Bedingungen miteinander verglichen werden können. Bei diesem internationalen Langzeit-Vergleich sind Sonden aus Deutschland, den Niederlanden, Frankreich, Österreich, Finnland sowie einige eigene BfS-Prototypen beteiligt. Des Weiteren wird an dieser Station die Einhaltung des internationalen Kernwaffenteststopp-Vertrags mit Hilfe einer Spurenmessstation für Radioaktivität in der Luft überwacht.

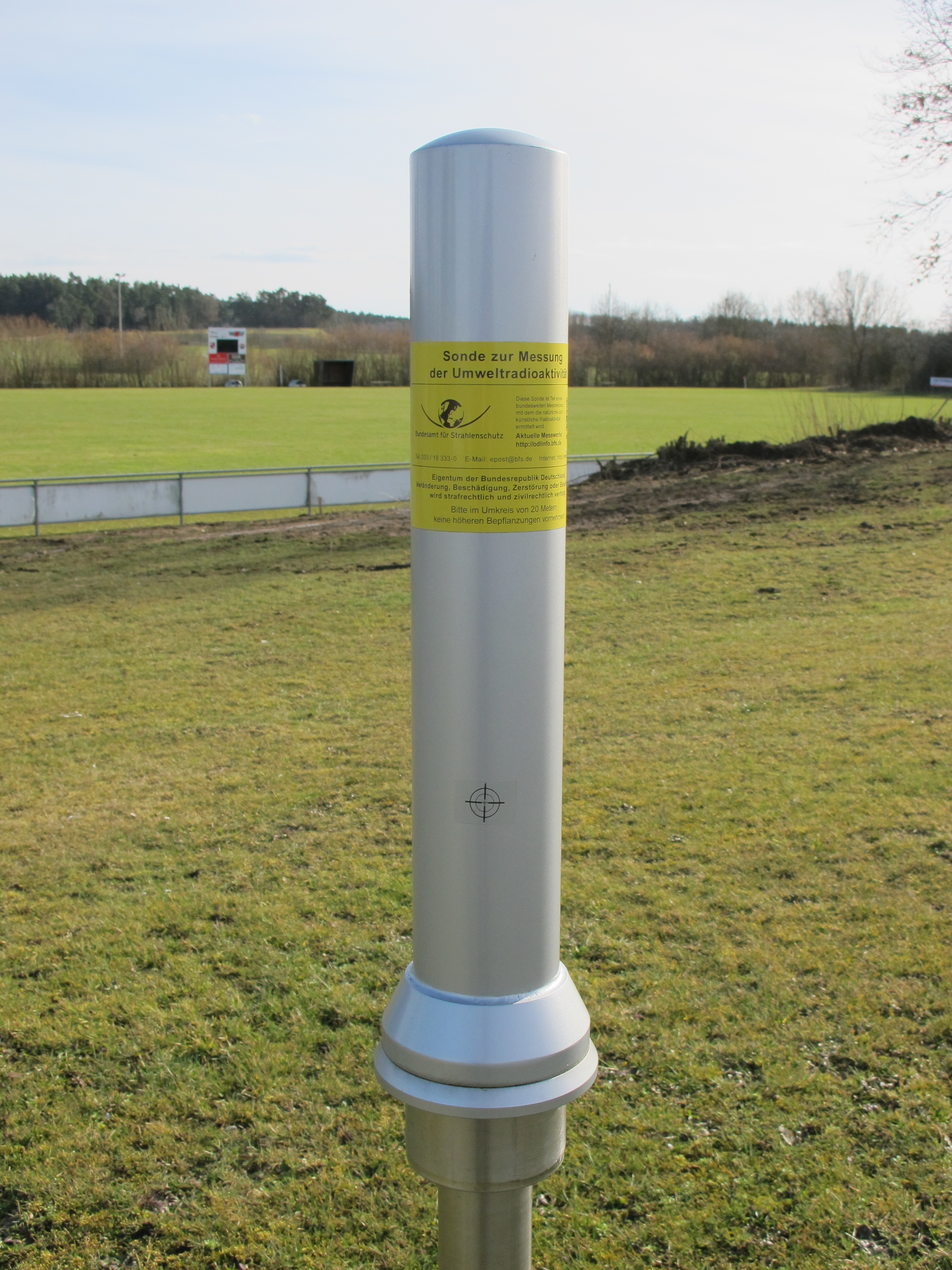
Nahaufnahme einer ODL-Messsonde in der Gemeinde Hausen/Niederbayern.

## Liste deutscher ODL-Messnetze
Neben dem ODL-Messnetz des Bundesamts für Strahlenschutz existieren weitere Bundesmessnetze beim Bundesamt für Seeschifffahrt und Hydrographie und bei der Bundesanstalt für Gewässerkunde, mit denen die Gammastrahlung im Wasser gemessen wird, der Deutsche Wetterdienst misst mit Aerosolsammlern die luftgetragene Aktivität. Um die kerntechnische Anlagen zu überwachen, betreiben die zuständigen Bundesländer eigene ODL-Messnetze. Die Daten dieser Messnetze gehen automatisch in das Integrierte Mess- und Informationssystem (IMIS) ein und werden dort zur Analyse der aktuellen Lage verwendet.
| Land                              | Betreiber                                                                     | Sondenanzahl | Webseite |
| --------------------------------- | ----------------------------------------------------------------------------- | ------------ | -------- |
| Deutschland (Boden)               | Bundesamt für Strahlenschutz (BfS)                                            | 1700         | odlinfo  |
| Deutschland (Meer)                | Bundesamt für Seeschifffahrt und Hydrographie (BSH), siehe MARNET             | 13           | MARNET   |
| Deutschland (Bundeswasserstraßen) | Bundesanstalt für Gewässerkunde (BfG)                                         | 40           | RWS      |
| Deutschland (Luft)                | Deutscher Wetterdienst (DWD)                                                  | 48           | DWD      |
| Baden-Württemberg                 | Landesanstalt für Umwelt, Messungen und Naturschutz (LUBW)                    | 100          | KFÜ-BW   |
| Bayern                            | Bayerisches Landesamt für Umwelt (LfU)                                        | 36           | IfR      |
| Niedersachsen                     | Niedersächsischer Landesbetrieb für Wasserwirtschaft, Küsten- und Naturschutz | ?            | NLWKN    |
| Nordrhein-Westfalen               | Landesamt für Natur, Umwelt und Verbraucherschutz Nordrhein-Westfalen         | ?            | KFÜ-NRW  |
| Hessen                            | Hessisches Landesamt für Naturschutz, Umwelt und Geologie (HLNUG)             | 16           | HLNUG    |
| Schleswig-Holstein                | Landesregierung Schleswig-Holstein                                            | 81           | KFÜ-SH   |

## Ähnliche Messnetze in anderen Ländern
Ebenso wie Deutschland betreiben viele Staaten eigene ODL-Messnetze zum Schutz der Bevölkerung. Im europäischen Raum werden diese Daten auf der EURDEP-Plattform der Europäischen Atomgemeinschaft gesammelt und publiziert. Grundlage für die europäischen Messnetze ist Artikel 35 und 37 des Euratom-Vertrags. Die Anzahl der Sonden im jeweiligen Messnetz kann jeder Staat selbst bestimmen. Viele Staaten betreiben eigene Webseiten, auf denen die jeweiligen Messnetze vorgestellt werden oder aktuelle Daten heruntergeladen werden können. Die Werte des österreichischen Messnetzes können auch zusätzlich noch auf der ORF-Teletext Seite 623 abgerufen werden.

### Liste europäischer ODL-Messnetze
| Land                              | Betreiber | Sondenanzahl | Webseite                 | Daten |
| --------------------------------- | --- | ------------ | ------------------------ | ----- |
| Zentrale für Europa               | European Radiological Data Exchange Platform (Sammlung der Daten aus den europäischen Mitgliedsländern)                    | 0            | EURDEP                   | Ja    |
| Dänemark                          | Danish Emergency Management Agency (DEMA)                                                                                  | 11           | BRS                      | Nein  |
| Finnland                          | Radiation and Nuclear Safety Authority (STUK)                                                                              | 255          | STUK                     | Ja    |
| Frankreich                        | Institute for Radiological Protection and Nuclear Safety (IRSN)                                                            | ?            | IRSN                     | Nein  |
| Griechenland                      | Greek Atomic Energy Commission (GAEC)                                                                                      | 23           | EEAE                     | Ja    |
| Großbritannien                    | Department for the Environment, Food and Rural Affairs                                                                     | 92           | RIMNet                   | Ja    |
| Irland                            | Radiological Protection Institute of Ireland                                                                               | 14           | RPII                     | Ja    |
| Island                            | Icelandic Radiation Safety Authority                                                                                       | 4            | GR                       | Nein  |
| Kroatien                          | Državni Zavod za Radiološku i Nuklearnu Sigurnost – State Office for Radiological and Nuclear Safety (DZNS)                | 24           | DZNS                     | Ja    |
| Lettland                          | Ministry of the Environmental Protection and Regional Development of the Republic of Latvia                                | 15           | VVD-GOV                  | Ja    |
| Luxemburg                         | Department of Radiation Protection                                                                                         | 18           | DRP                      | nein  |
| Niederlande                       | Rijksinstituut voor Volksgezondheid en Milieu (RIVM)                                                                       | 58           | RIVM                     | Nein  |
| Norwegen                          | Norwegian Radiation Protection Authority (NRPA)                                                                            | 33           | RadNet                   | Ja    |
| Montenegro                        | Radiation Protection and Monitoring Department (CETI)                                                                      | 1            | CETI                     | Nein  |
| Österreich                        | Strahlenschutzabteilung des Lebensministeriums, Umweltbundesamt (Abt. Strahlenwarnsysteme) Strahlenfrühwarnsystem-Messnetz | 336          | SWS                      | Ja    |
| Polen                             | National Atomic Energy Agency (PAA)                                                                                        | 9            | PAA                      | Nein  |
| Schweden                          | Swedish Radiation Safety Authority (SSM)                                                                                   | ?            | SSM                      | Nein  |
| Schweiz                           | Nationale Alarmzentrale NADAM-Messnetz (NAZ)                                                                               | 71           | NADAM                    | Ja    |
| Schweiz                           | Eidgenössisches Nuklearsicherheitsinspektorat MADUK-Messnetz                                                               | 57           | MADUK                    | Ja    |
| Serbien                           | Srbatom | 9            | SRBATOM                  | Ja    |
| Slowakei                          | Slovak Hydrometeorological Institute (SHMI)                                                                                | 26           | SHMI                     | Nein  |
| Slowenien                         | Slovenian Nuclear Safety Administration (URSJV)                                                                            | ?            | URSJV                    | Nein  |
| Spanien                           | Nuclear Safety Council (CSN)                                                                                               | 42           | CSN                      | Ja    |
| Autonome Provinz Bozen – Südtirol | Landesagentur für Umwelt                                                                                                   | 6            | Landesagentur für Umwelt | Ja    |
| Tschechien                        | State Office for Nuclear Safety (SONS)                                                                                     | 47           | SONS                     | Nein  |
| Ungarn                            | Országos Sugárzásfigyelő Jelző és Ellenőrző Rendszer (OSJR)                                                                | 13           | OSJR                     | Nein  |

### Liste außereuropäischer ODL-Messnetze
| Land                           | Betreiber | Sondenanzahl | Webseite            | Daten |
| ------------------------------ | --- | ------------ | ------------------- | ----- |
| Australien                     | Australien Nuclear Science and Technology Organisation | 1            | ANSTO               | ja    |
| China                          | National Radiation Environmental Data Evaluation Systrm | 250 ?        |                     | Nein  |
| Hongkong                       | Hong Kong Observatory | 12           | RNM Daten           | Nein  |
| Südkorea                       | Integrated Environmental Monitoring Network |              | IERnet              | Nein  |
| Japan                          | Nuclear Regulation Authority | ?            | NSR                 | Ja    |
| Kanada                         | Health Canada | 39           | Health Canada Daten | Ja    |
| Singapur                       | National Environment Agency | ?            | NEA                 | Nein  |
| Taiwan                         | Atomic Energie Council | ??           | AEC Daten           | Nein  |
| Thailand                       | Office for Atoms For Peace | 8            | OAP Daten           | Ja    |
| Vereinigte Staaten von Amerika | Radiation Protection Division U.S. Environmental Protection Agency und National Air and Radiation Environmental Laboratory (EPA) | 100          | RadNet              | Ja    |
| Vereinigte Staaten von Amerika | Department of Energy’s National Nuclear Security Administration Nevada Site Office (NNSA/NSO) und Desert Research Institute (DRI) of the Nevada System of Higher Education. Die Sonden befinden sich in Nevada und Utah um die Nevada National Security Site | 29           | CEMP                | Ja    |